# Zouhair Bouadoud
Zouhair Bouadoud (* 12. Juli 1986 in Straßburg) ist ein ehemaliger französischer Fußballspieler marokkanischer Abstammung.

## Karriere
Zouhair Bouadoud begann seine Laufbahn bei Le Havre AC in Frankreich. Von dort aus wechselte er im Sommer 2006 zum damaligen Oberligisten Eintracht Trier nach Deutschland. In der folgenden Spielzeit brachte er es auf 18 Einsätze mit einer Gesamtzeit von fast 1370 Minuten für sein Team und erzielte dabei elf Tore. Im Sommer 2007 wechselte er zu einem Ligakonkurrenten, der zweiten Mannschaft des 1. FSV Mainz 05. Hier bestritt er 21 Spiele mit einer Gesamtzeit von 1060 Minuten, in denen er neun Tore erzielte. Daraufhin schloss er sich zur Saison 2008/09 dem VfR Aalen in der neu gegründeten 3. Liga an. Doch auch hier konnte er sich nicht durchsetzen und brachte es in der Hinrunde auf lediglich vier Einsätze – seine ersten Spiele im Profifußball – mit einer Gesamtzeit von rund 170 Minuten.
Am 20. Januar 2009 wurden Bouadoud und Teamkollege Andreas Mayer wegen eines Streits miteinander nach einem mit 0:5 verlorenen Testspiel gegen den Karlsruher SC in die zweite Mannschaft verbannt. Bouadoud spielte fortan in der zweiten Mannschaft in der Verbandsliga, bis er im April 2009 wegen vieler Verletzungen im Kader des VfR wieder in die erste Mannschaft zurückberufen wurde. Am darauf folgenden 33. Spieltag wurde er beim Auswärtsspiel gegen Wacker Burghausen in der 84. Spielminute beim Stand von 1:0 für Burghausen eingewechselt, konnte die Niederlage aber auch nicht mehr abwenden.
Mit dem Abstieg des VfR Aalen am Ende der Saison wurde sein Vertrag unwirksam. Bouadoud wechselte im September 2009 zu Wormatia Worms und wurde dort Stammspieler. Mit sieben Treffern war er der zweitbeste Torschütze der Rheinhessen nach Manuel Rasp, der achtmal traf. Nach einer Saison wechselte Bouadoud in die Regionalliga West zur SV Elversberg. Im Saarland konnte sich der Franzose nicht in die Stammelf spielen und war Ergänzungsspieler, weshalb man nach der Saison 2010/11 getrennte Wege ging. Nach einem Jahr bei der U-23 des Karlsruher SC wechselte er im August 2013 zu den Sportfreunden Siegen in die Regionalliga West. Mit den Sportfreunden stieg er 2014/15 in die Oberliga ab. Sein Vertrag wurde nicht verlängert. Von 2015 bis 2019 stand Bouadoud beim Schweizer Amateurverein AS Calcio Kreuzlingen unter Vertrag.